# Melicertissa orientalis
Melicertissa orientalis är en nässeldjursart som beskrevs av Paul Torben Lassenius Kramp 1961. Melicertissa orientalis ingår i släktet Melicertissa och familjen Laodiceidae. Inga underarter finns listade i Catalogue of Life.